# Ronde van Spanje 2010/Derde etappe
De derde etappe van de Ronde van Spanje 2010 werd verreden op maandag 30 augustus 2010. Het was een bergrit van Marbella naar Málaga over een afstand van 156 km.

## Verslag
Op 40 km van de streep lag de Puerto de Leon, een col van eerste categorie. De kopgroep van zeven viel helemaal uiteen. De Spanjaard Serafín Martínez was duidelijk de sterkste. Hij liet zijn landgenoten Egoi Martínez en Javier Ramírez, de Nederlandse kampioen Niki Terpstra, de Fransen Blel Kadri en Mikaël Cherel en de Belg Jelle Vanendert achter zich. Op 1 km van de streep werd hij echter ook bijgehaald door het peloton. De finish lag op een bergje van 2 km lang, en op 600m van de streep viel de Belg Philippe Gilbert aan. De Spanjaard Joaquim Rodríguez leek even te kunnen volgen, maar Gilbert was duidelijk de sterkste. Hij won de etappe, en werd zelfs leider in het algemene klassement.

## Uitslagen
| Plaats  | Naam              | Ploeg                 | Tijd     |
| ------- | ----------------- | --------------------- | -------- |
| Winnaar | Philippe Gilbert  | Omega Pharma-Lotto    | 4u06'12" |
| 2       | Joaquim Rodríguez | Katjoesja             | + 0'03"  |
| 3       | Igor Antón        | Euskaltel-Euskadi     | + 0'13"  |
| 4       | Vincenzo Nibali   | Liquigas              | + 0'15"  |
| 5       | Grega Bole        | Lampre-Farnese Vini   | z.t.     |
| 6       | Nicolas Roche     | AG2R                  | z.t.     |
| 7       | Denis Mensjov     | Rabobank              | + 0'18"  |
| 8       | Ezequiel Mosquera | Xacobeo-Galicia       | + 0'19"  |
| 9       | David Arroyo      | Caisse d'Epargne      | z.t.     |
| 10      | Arthur Vichot     | La Française des Jeux | z.t.     |
|         |                   |                       |          |
| 33      | Laurens ten Dam   | Rabobank              | + 0'30"  |

| Plaats    | Naam                | Ploeg              | Tijd     |
| --------- | ------------------- | ------------------ | -------- |
| Rode trui | Philippe Gilbert    | Omega Pharma-Lotto | 8u55'56" |
| 2         | Joaquim Rodríguez   | Katjoesja          | + 0'14"  |
| 3         | Kanstantsin Siwtsow | Team HTC-Columbia  | + 0'22"  |
| 4         | Tejay van Garderen  | Team HTC-Columbia  | + 0'26"  |
| 5         | Vincenzo Nibali     | Liquigas           | + 0'28"  |
| 6         | Peter Velits        | Team HTC-Columbia  | z.t.     |
| 7         | Igor Antón          | Euskaltel-Euskadi  | + 0'35"  |
| 8         | Xavier Tondó        | Cervélo            | z.t.     |
| 9         | Fränk Schleck       | Team Saxo Bank     | + 0'36"  |
| 10        | Xavier Florencio    | Cervélo            | + 0'41"  |
|           |                     |                    |          |
| 52        | Laurens ten Dam     | Rabobank           | + 1'45"  |

## Nevenklassementen
| Plaats      | Naam                | Ploeg                 | Punten |
| ----------- | ------------------- | --------------------- | ------ |
| Groene trui | Philippe Gilbert    | Omega Pharma-Lotto    | 25     |
| 2           | Jawhen Hoetarovitsj | La Française des Jeux | 25     |
| 3           | Joaquim Rodríguez   | Katjoesja             | 20     |

| Plaats                | Naam             | Ploeg           | Punten |
| --------------------- | ---------------- | --------------- | ------ |
| Bolletjestrui (blauw) | Serafín Martínez | Xacobeo-Galicia | 13     |
| 2                     | David Moncoutié  | Cofidis         | 6      |
| 3                     | Niki Terpstra    | Team Milram     | 5      |

| Plaats     | Naam             | Ploeg             | Punten |
| ---------- | ---------------- | ----------------- | ------ |
| Witte trui | Serafín Martínez | Xacobeo-Galicia   | 96     |
| 2          | Javier Ramirez   | Andalucía-CajaSur | 108    |
| 3          | Egoi Martínez    | Euskaltel-Euskadi | 109    |

| Plaats | Ploeg              | Tijd      |
| ------ | ------------------ | --------- |
| 1      | Team HTC-Columbia  | 26u20'52" |
| 2      | Katjoesja          | + 0'05"   |
| 3      | Omega Pharma-Lotto | + 0'08"   |

## Opgaves
- John-Lee Augustyn (Team Sky) - Ziek
- Ben Swift (Team Sky) - Ziek

1e etappe ·
2e etappe ·
3e etappe ·
4e etappe ·
5e etappe ·
6e etappe ·
7e etappe ·
8e etappe ·
9e etappe ·
10e etappe ·
11e etappe ·
12e etappe ·
13e etappe ·
14e etappe ·
15e etappe ·
16e etappe ·
17e etappe ·
18e etappe ·
19e etappe ·
20e etappe ·
21e etappe
Startlijst · Eindstanden · Afbeeldingen